# Цихлові
Цихлові, або Цихлі́ди (Cichlidae) — родина риб ряду окунеподібних (Perciformes).

## Опис
Цихліди мають широкий діапазон розмірів тіла, — від видів менше ніж 2,5 см завдовжки (наприклад, самиця Neolamprologus multifasciatus) до набагато більших, що наближаються до 1 м завдовжки (наприклад Boulengerochromis і Cichla).
Група цихлід являє настільки ж широке різноманіття форм тіла, починаючи з досить приплюснутих з боків видів (таких як Altolamprologus, Pterophyllum, та Symphysodon) й до видів, тіло яких циліндричне і дуже подовжене (таких, як Julidochromis, Teleogramma, Teleocichla, Crenicichla, та Gobiocichla). В цілому, однак, цихліди, як правило, середнього розміру, мають тіло овальної форми й незначно приплюснуте з боків.
Багато цихлід, особливо тиляпії є промисловими рибами, в той час, як інші види цінуються в спортивній риболовлі (наприклад, вид Cichla). Багато видів, включаючи скалярії, оскари й дискуси також високо цінуються в торгівлі акваріумними рибами.
Цихліди є також родом хребетних з найбільшою кількістю видів, що знаходяться під загрозою зникнення, більшість таких видів знаходиться в групі haplochromine.
Утака є загальною назвою великої групи африканських цихлід (озеро Малаві). Цим терміном позначаються цихліди, що живуть у відкритій воді, на відміну від групи Мбуна, які живуть на дні і серед грудок каміння.

## Ареал
Цихліди  — найколоритніші представники родини не-Ostariophysan серед прісноводних риб у всьому світі. Вони переважно поширені в Африці і Південній Америці. Передбачається, що в одній тільки Африці налічується мінімум 1600 різновидів. Вражаюча кількість є в Центральній Америці -- від Панами до Мексиканської частини Північної Америки (120). Для Азії не властиві цихліди, за виключенням чотирьох видів в Йорданській долині, одного -- в Ірані та трьох в Індії та Шрі-Ланці, три види на Кубі. Європа, Австралія, Антарктика та Північна Америка не мають природних цихлід, навіть якби умови навколишнього середовища були придатними, як наприклад, у Флориді, Мексиці, Японії та Північній Австралії, де рідкісні види цихлід стали екзотичними.
Цихліди  — переважно прісноводні риби, у солоній та морській воді практично не представлені, хоча чимало видів тривало перенесуть солону воду Cichlasoma urophthalmus, наприклад, почувається, як вдома в прісних болотах, а також живе та розвивається в солоних водних середовищах. Кілька видів тіляпій (види Tilapia, Sarotherodon і Oreochromis) є витривалими щодо солоності. Є тільки кілька видів цихлід, які постійно мешкають в солоній, чи морській воді, найвідоміші Etroplus maculatus, Etroplus suratensis і Sarotherodon melanotheron.

## Живлення

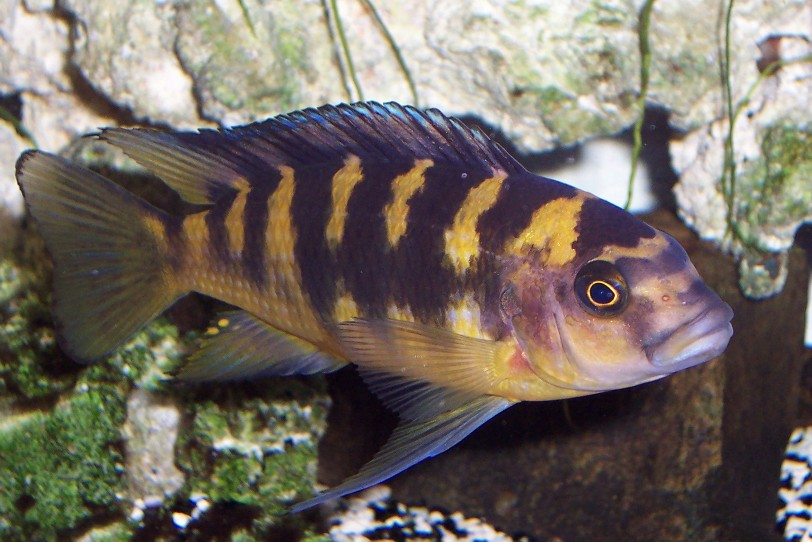
Цихліда джміль, Pseudotropheus crabro, спеціалізується на живленні паразитами від сома Bagrus meridionalis

Серед цихлід є травоїдні, які живляться водоростями (напр. Petrochromis) та рослинами (напр. Etroplus suratensis) і маленькими тваринами, зокрема безхребетними. Деякі цихліди є сапротрофами і вживають у їжу всі типи органічної речовини. До них належать тиляпії з родів Oreochromis, Sarotherodon і Tilapia.
Інші цихліди є хижаками і живляться великою кількістю малих тварин, зокрема, іншими рибами та комахами (напр. Pterophyllum). Trematocranus поїдає змій, тоді як Pungu maclareni живиться губками. Певні цихліди повністю чи частково живляться іншими рибами. Crenicichla є типовим хижаком, який атакує маленьких риб, що пропливають біля його схованок. Rhamphochromis — відкритий хижак, який наздоганяє свою жертву. Paedophagous, як і всі види Caprichromis поїдає ікру або мальків інших риб. Серед найнезвичайніших способів живлення виділяють Corematodus, Docimodus evelynae, Plecodus, Perissodus і Genyochromis, які споживають луску інших риб, а також Nimbochromis і Parachromis, які нерухомо лежать, заманюючи малу рибу до себе в пастку.
Вчені вважають, що таке різноманіття живлення допомагає цихлідам займати широкий ряд ареалів. Цьому сприяє фарингіальний зуб, що розташований в горлі, який допомагає цихлідам у живленні, наприклад, щелепи застосовують для піднімання чи утримування їжі, а фарингіальний зуб — для її подрібнення.

## Види
Родина цихлові має велику кількість різноманітних видів риб. Станом на початок 2022 р. було описано понад 1700 видів, а разом із ще не описаними загальна кількість сягала 1900 видів, що робило родину одним з трьох найбільших рядів хребетних.

### Цихліди Північної Америки
| - Herichthys Baird & Girard, 1854 |

### Цихліди Центральної Америки
| - Amatitlania Schmitter-Soto, 2007 - Amphilophus Agassiz, 1859 - Archocentrus Gill, 1877 - Cryptoheros Allgayer, 2001 - 'Cichlasoma' | - Chiapaheros McMahan & K. R. Piller, 2015 - Hypsophrys Agassiz, 1859 - Nandopsis Gill, 1862 - Parachromis Agassiz, 1859 - Paraneetroplus Regan, 1905 | - Petenia Gunther, 1862 - Rocio Schmitter-Soto, 2007 - Theraps Gunther, 1862 - Thorichthys Meek, 1904 - Tomocichla Regan, 1908 | - Vieja Fernandez-Yepez, 1969 |

### Цихліди Південної Америки
- Acarichthys Eigenmann, 1912
- Acaronia Myers, 1940
- Aequidens Eigenmann & Bray, 1894
- Andinoacara Musilova, Z., Rican, O. & Novak, J., 2009
- Apistogramma Regan, 1913
- Apistogrammoides Meinken, 1965
- Astronotus Swainson, 1839 — Оскары
- Australoheros Rican & Kullander, 2006
- Biotodoma Eigenmann & Kennedy, 1903
- Biotoecus Eigenmann & Kennedy, 1903
- Bujurquina Kullander, 1986
- Caquetaia Fowler, 1945
- Chaetobranchopsis Steindachner, 1875
- Chaetobranchus Heckel, 1840
- Chocoheros Říčan & Piálek, 2016
- Cichla Bloch & Schneider, 1801
- Cichlasoma Swainson, 1839
- Cleithracara Kullander & Nijssen, 1989
- Crenicara Steindachner, 1875
- Crenicichla Heckel, 1840
- Dicrossus Steindachner, 1875
- Geophagus Heckel, 1840
- Guianacara Kullander & Nijssen, 1989
- Gymnogeophagus Miranda Ribeiro, 1918
- Heroina Kullander, 1996
- Heros Heckel, 1840
- Hoplarchus Kaup,1860
- Hypselecara Kullander, 1986
- Ivanacara Römer & Hahn 2007
- Krobia Kullander & Nijssen, 1989
- Laetacara Kullander, 1986
- Mazarunia Kullander, 1990
- Mesonauta Gunther, 1862
- Mikrogeophagus Meulengracht-Madson, 1968
- Nannacara Regan, 1905
- Pterophyllum Heckel, 1840 — Скалярії, риби-янголи
- Retroculus Eigenmann & Bray, 1894
- Satanoperca Gunther, 1862
- Symphysodon Heckel, 1840 — Дискуси
- Taeniacara Myers, 1935
- Tahuantinsuyoa Kullander, 1991
- Teleocichla Kullander, 1988
- Uaru Heckel, 1840

### Цихліди о. Мадагаскар
| - Katria Stiassny & Sparks 2006 - Oxylapia Kiener & Mauge, 1966 | - Paratilapia Bleeker, 1868 - Paretroplus Bleeker, 1868 | - Ptychochromis Steindachner, 1880 - Ptychochromoides Kiener & Mauge, 1966 |

### Цихліди Азії
| - Etroplus Cuvier, 1830 | - Iranocichla Coad, 1982 | - Tristramella Trewavas, 1942 |

### Цихліди Африки

#### Цихліди оз. Малаві
- Alticorpus Stauffer & McKaye, 1988
- Aristochromis Trewavas, 1935
- Aulonocara Regan, 1922
- Buccochromis Eccles & Trewavas, 1989
- Caprichromis Eccles & Trewavas, 1989
- Champsochromis Boulenger, 1915
- Cheilochromis Eccles & Trewavas, 1989
- Chilotilapia Boulenger, 1908
- Chindongo Shan Li, Konings and Stauffer, 2016
- Copadichromis Eccles & Trewavas, 1989
- Corematodus Boulenger, 1897
- Ctenopharynx Eccles & Trewavas, 1989
- Cyathochromis Trewavas, 1935
- Cynotilapia Regan, 1922
- Cyrtocara Boulenger, 1902
- Dimidiochromis Eccles & Trewavas, 1989
- Diplotaxodon Trewavas, 1935
- Docimodus Boulenger, 1897
- Eclectochromis Eccles & Trewavas, 1989
- Exochochromis Eccles & Trewavas, 1989
- Fossorochromis Eccles & Trewavas, 1989
- Genyochromis Trewavas, 1935
- Gephyrochromis Boulenger, 1901
- Hemitaeniochromis Eccles & Trewavas, 1989
- Hemitilapia Boulenger, 1902
- Iodotropheus Oliver & Loiselle, 1972
- Labeotropheus Ahl, 1926
- Labidochromis Trewavas, 1935
- Lethrinops Regan, 1922
- Lichnochromis Trewavas, 1935
- Maylandia Meyer & Foerster, 1984
- Mchenga Stauffer & Konings, 2006
- Melanochromis Trewavas, 1935
- Mylochromis Regan, 1920
- Naevochromis Eccles & Trewavas, 1989
- Nimbochromis Eccles & Trewavas, 1989
- Nyassachromis Eccles & Trewavas, 1989
- Otopharynx Regan, 1920
- Pallidochromis Turner, 1994
- Petrotilapia Trewavas, 1935
- Placidochromis Eccles & Trewavas, 1989
- Protomelas Eccles & Trewavas, 1989
- Pseudotropheus Regan, 1922
- Rhamphochromis Regan, 1922
- Sciaenochromis Eccles & Trewavas, 1989
- Serranochromis Regan, 1920
- Stigmatochromis Eccles & Trewavas, 1989
- Taeniochromis Eccles & Trewavas, 1989
- Taeniolethrinops Eccles & Trewavas, 1989
- Tramitichromis Eccles & Trewavas, 1989
- Trematocranus Trewavas, 1935
- Tropheops Trewavas 1984
- Tyrannochromis Eccles & Trewavas, 1989

#### Цихліди оз. Танганьїка
- Altolamprologus Poll, 1986
- Astatoreochromis Pellegrin, 1904
- Aulonocranus Regan, 1920
- Baileychromis Poll, 1986
- Bathybates Boulenger, 1898
- Benthochromis Poll, 1986
- Boulengerochromis Pellegrin, 1904
- Callochromis Regan, 1920
- Cardiopharynx Poll, 1942
- Chalinochromis Poll, 1974
- Ctenochromis Pfeffer, 1893
- Cunningtonia Boulenger, 1906
- Cyathopharynx Regan, 1920
- Cyphotilapia Regan, 1920
- Cyprichromis Scheuermann, 1977
- Ectodus Boulenger, 1898
- Eretmodus Boulenger, 1898
- Gnathochromis Poll, 1981
- Grammatotria Boulenger, 1899
- Greenwoodochromis Poll, 1983
- Haplotaxodon Boulenger, 1906
- Hemibates Regan, 1920
- Interochromis Yamaoka, Hori & Kuwamura, 1988
- Julidochromis Boulenger, 1898
- Lamprologus Schilthuis, 1891
- Lepidiolamprologus Pellegrin, 1904
- Lestradea Poll, 1943
- Limnochromis Regan, 1920
- Limnotilapia Regan, 1920
- Lobochilotes Boulenger, 1915
- Neolamprologus Colombe & Allgayer, 1985
- Ophthalmotilapia Pellegrin, 1904
- Paracyprichromis Poll, 1986
- Perissodus Boulenger, 1898
- Petrochromis Boulenger, 1898
- Plecodus Boulenger, 1898
- Pseudosimochromis Nelissen, 1977
- Reganochromis Whitley, 1929
- Simochromis Boulenger, 1898
- Spathodus Boulenger, 1900
- Tangachromis Poll, 1981
- Tanganicodus Poll, 1950
- Telmatochromis Boulenger, 1898
- Trematocara Boulenger, 1899
- Triglachromis Poll & Thys van den Audenaerde, 1974
- Tropheus Boulenger, 1898
- Tylochromis Regan, 1920
- Variabilichromis Colombe & Allgayer, 1985
- Xenochromis Boulenger, 1899
- Xenotilapia Boulenger, 1899

- Trematochromis Poll, 1987 син. Ctenochromis Pfeffer 1893

#### Цихліди оз. Вікторія
| - Astatotilapia Pellegrin, 1904 - Haplochromis Hilgendorf, 1888 | - Paralabidochromis Greenwood, 1956 | - Pundamilia Seehausen & Lippitsch, 1998 |

#### інші цихліди
| - Alcolapia Thys van den Audenaerde 1969 - Allochromis Greenwood, 1980 - Anomalochromis Greenwood, 1985 - Benitochromis Lamboj 2001 - Chetia Trewavas, 1961 - Chilochromis Boulenger, 1902 - Chromidotilapia Boulenger, 1898 - Congochromis Stiassny & Schliewen 2007 - Cyclopharynx Poll, 1948 - Danakilia Thys van den Audenaerde, 1969 - Divandu Lamboj & Snoeks 2000 - Enigmatochromis Lamboj 2009 - Etia Schliewen & Stiassny 2003 - Gaurochromis Greenwood, 1980 - Gobiocichla Kanazawa, 1951 - Hemichromis Peters, 1857 | - Heterochromis Regan, 1922 - Hoplotilapia Hilgendorf, 1888 - Konia Trewavas, 1972 - Limbochromis Greenwood, 1987 - Lithochromis Lippitsch & Seehausen, 1998 - Macropleurodus Regan, 1922 - Mbipia Lippitsch & Seehausen, 1998 - Microchromis Johnson, 1975 - Myaka Trewavas, 1972 - Nanochromis Pellegrin, 1904 - Neochromis Regan, 1920 - Oreochromis Gunther, 1889 - Orthochromis Greenwood, 1954 - Parananochromis Greenwood, 1987 - Pelmatochromis Steindachner, 1894 - Pelvicachromis Thys van den Audenaerde, 1968 - Pharyngochromis Greenwood, 1979 | - Platytaeniodus Boulenger, 1906 - Pseudocrenilabrus Fowler, 1934 - Pterochromis Trewavas, 1973 - Pungu Trewavas, 1972 - Pyxichromis Greenwood, 1980 - Sargochromis Regan, 1920 - Sarotherodon Rppell, 1852 - Schubotzia Boulenger, 1914 - Schwetzochromis Poll, 1948 - Steatocranus Boulenger, 1899 - Stomatepia Trewavas, 1962 - Teleogramma Boulenger, 1899 - Thoracochromis Greenwood, 1979 - Thysochromis Daget, 1988 - Tilapia Smith, 1840 - Yssichromis Greenwood, 1980 |

## Цихліди— жива модель незалежної паралельної еволюції
На прикладі цихлід виявилося виключно зручно вивчати механізми еволюції: по-перше, це прісноводна група, а значить, вони розвиваються у відносно замкнутих (в порівнянні з океаном, звичайно) системах, по-друге, вони еволюціонують в озерах з відомою геологічною історією, а це гарна підказка для визначення стартової точки еволюції, по-третє, цихліди непогано виживають в лабораторних умовах і тому з ними можливі всякі експерименти. Крім цього, в кожному з великих африканських озер — Малаві, Танганьїка і Вікторія — зосереджені сотні ендеміків, для яких впевнено реконструйована незалежна генеалогія. Ендемічні види цихлид утворилися і в інших дещо менших озерах, і вони також опиняються у фокусі наукового інтересу.
Сучасні еволюціоністи надають величезне значення з'ясуванню механізмів конвергенцій — подібних ознак, сформованих незалежним чином. Паралелізми прояснюють генетичну основу зовнішніх проявів ознак, допомагають скласти чітке уявлення про співвідношення адаптацій і філогенезі. Найбільш яскраві приклади таких паралелізмів дають прісноводні риби цихліди. Вони представлені цілими букетами видів у різних водоймах Африки, Центральної і Південної Америки. У багатьох з цих видів сформувалися незалежно конвергентні ознаки. Їх генетичному аналізу присвячена недавня робота групи фахівців із Швейцарії.
Порівняльний аналіз повних геномів п'яти африканських риб дозволив частково розшифрувати еволюційно-генетичні механізми швидкої адаптивної радіації цихлід в озерах Танганьїка, Малаві і Вікторія, де всього за кілька мільйонів років з невеликого числа видів-першопоселенців утворилися сотні нових ендемічних видів. Швидке видоутворення цихлід виявилося складним і багатогранним процесом, в якому важливу роль зіграли дуплікація генів, поява нових регуляторних мікроРНК, різноспрямований відбір за багатьма генами одночасно, сортування старих і закріплення нових генетичних варіацій в кодуючих і регуляторних областях, а також, імовірно, швидке накопичення генетичної різноманітності в початковий період адаптивної радіації, коли дія очищувального відбору тимчасово послабшала.

## Прискорені темпи еволюції дозволяють цихлідам адаптуватися до антропогенних змін середовища[6]
Цихліди всесвітньо відомі як група, що демонструє швидку і широку адаптивну радіацію. Для них характерні прискорені темпи еволюції, яка активно продовжується і зараз. З'ясувалося, що здатність до прискореної еволюції дозволяє цим рибкам адаптуватися також і до антропогенних змін середовища їх проживання.